# Artur Jorge
Artur Jorge Braga de Melo Teixeira GOM (Porto, 13 de fevereiro de 1946 – Lisboa, 22 de fevereiro de 2024) foi um treinador e futebolista português que atuava como atacante.
Foi o primeiro treinador português a se tornar campeão europeu de clubes treinando o Futebol Clube do Porto na Copa dos Campeões Europeus de 1986-1987.

## Carreira

### Jogador
Na sua juventude foi jogador de futebol, representando Porto, Académica de Coimbra (onde como jogador-estudante estudou Filologia Germânica na Universidade de Coimbra), Benfica e Belenenses. Começou a jogar futebol na praia do Castelo do Queijo, depois jogou andebol no Liceu D. Manuel ll, jogou futebol nos Unidos ao Porto no Torneio do Salgueiros (foi treinador José Maria Pedroto) treinou nessa altura no campo atrás da Igreja Nossa Senhora de Fátima e depois começou a jogar nos infantis do Futebol Clube do Porto.
Com o Benfica ganhou o Campeonato Português de Futebol 1969, 1971, 1972 e 1973 e a Taça de Portugal em 1969, 1970 e 1972. Nas temporadas 1970-71 e 1971-72 foi artilheiro da Primeira Divisão.

### Treinador
Foi campeão europeu na época de 1986/87 pelo Futebol Clube do Porto em Viena frente ao Bayern Munich.
Foi treinador de diversos clubes - entre os quais o já referido Futebol Clube do Porto, Benfica, Paris Saint-Germain, Tenerife, Vitesse, Al-Nasr, Al-Hilal, Académica de Coimbra e o CSKA Moscovo - e seleções, entre as quais as de Portugal, Suíça e Camarões.
No ano em que treinava o Benfica (1994-1995) foi submetido a uma intervenção cirúrgica a um tumor na cabeça.
A 4 de Fevereiro de 1989 foi feito Grande-Oficial da Ordem do Mérito.

## Morte
A 22 de fevereiro de 2024, a família de Artur Jorge comunicou sua morte por doença prolongada. Após uma missa na Basílica da Estrela de Lisboa, foi sepultado no Cemitério do Alto de São João.

## Títulos

### Jogador
Benfica
- Primeira Liga: 1970–71, 1971–72, 1972–73, 1974–75[5]

### Treinador
Porto
- Primeira Liga: 1984–85, 1985–86, 1989–90
- Taça de Portugal: 1987–88, 1990–91
- Supertaça Cândido de Oliveira: 1984, 1986, 1990
- European Cup: 1986–87

Paris Saint-Germain
- Division 1: 1993–94
- Copa da França: 1992–93

Al Hilal
- Campeonato Saudita: 2001–02
- Copa Asiática dos Campeões de Copa: 2001–02

CSKA Moscow
- Russian Super Cup: 2004